# Sergei Pawlowitsch Karpow

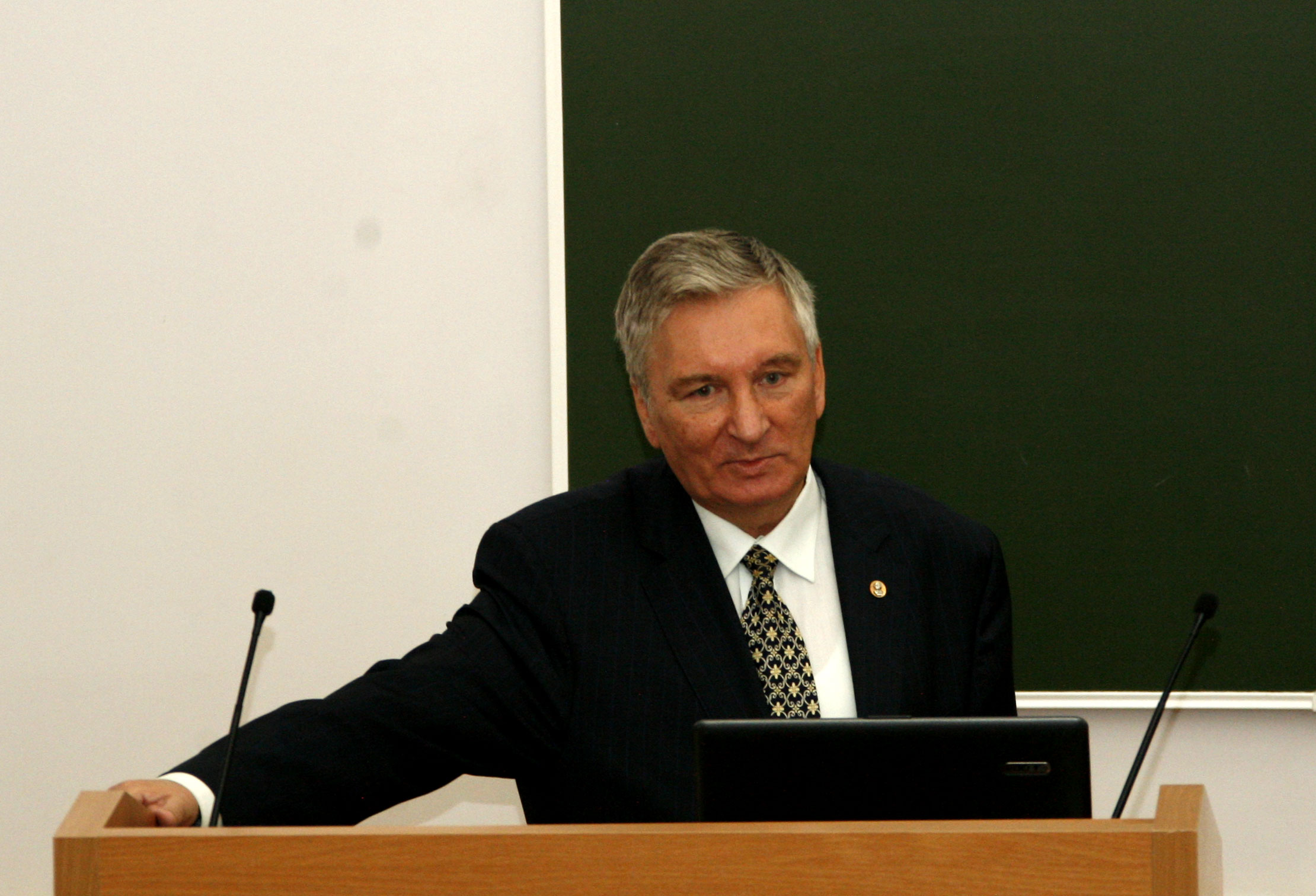
Sergei Pawlowitsch Karpow

Sergei Pawlowitsch Karpow (russisch Сергей Павлович Карпов; * 1. Januar 1948 in Stawropol) ist ein russischer Historiker, spezialisiert auf Mediävistik und Byzantinistik.

## Biographie
Karpow studierte in Moskau, wo er 1971 an der Lomonossow-Universität (MGU) seinen Abschluss in Geschichte machte. 1974 promovierte er mit einer Dissertation über das Kaiserreich Trapezunt. 1977-78 verfolgte er seine Studien mithilfe eines Forschungsstipendiums an der Fondazione Giorgio Cini in Venedig weiter.
Daneben arbeitete er seit 1974 zunächst als Assistent, später als Dozent an der MGU; seit 1989 ist er dort als Professor für byzantinische Geschichte tätig, seit 1995 Dekan der Historischen Fakultät und baute das unter seiner Leitung stehende Zentrum für Schwarzmeerforschung mit auf. 2003 wurde er korrespondierendes und 2011 Vollmitglied der Russischen Akademie der Wissenschaften. 2009 erhielt er die S. -M.-Solowjow-Goldmedaille der Akademie.
Karpow veröffentlichte  Aufsätze in verschiedenen Sprachen sowie einige Monografien zur Geschichte des Schwarzen Meeres im Mittelalter, die sich überwiegend auf Quellen aus oberitalienischen Archiven stützen. Er gilt als einer der wesentlichen Experten auf diesem Gebiet, wie auch die Übersetzung einiger seiner Publikationen in westeuropäische Sprachen belegt.

## Veröffentlichungen (in westeuropäischen Sprachen; Auswahl)

### Monografien
- L' Impero di Trebisonda Venezia, Genova e Roma. 1204 - 1461 ; rapporti politici, diplomatici e commerciali. Roma: Veltro Ed., 1986.
- La navigazione veneziana nel Mar Nero XIII-XV sec. Ravenna: Edizioni del Girasole, 2000.

### Aufsätze
- "The Empire of Trebizond and Venice in 1374-76 (a chrysobull redated)", in  ̉'Αρχείον Πόντου 35 (1978), S. 290–298.
- "New documents on the relations between the Latins and the local populations in the Black Sea Area (1392-1462)", in Dumbarton Oaks Papers 49 (1995), S. 33–41.
- "On the origin of Medieval Tana", in Byzantinoslavica. Revue internationale des études byzantines 56 (1995), S. 227–235.
- "Génois et byzantins face à la crise de Tana 1343 d'après les documents d'archives inédits", in Byzantinische Forschungen 22 (1996), S. 33–42.
- "Orthodox Christians in Italian-Tartar surrounding. New archival evidences on rich and poor in Venetian Tana, XIVth-XVth centuries", in: Maltezou, Chryssa A. (Hg.): Simposio internazionale. Ricchi e Poveri nella società dell'oriente grecolatina. Venedig: Helleniko Institouto Vyzantinon kai Metavyzantinon Spoudon, 1998 (Biblioteca dell'istituto ellenico di studi bizantini e postbizantini di Venezia, 19), S. 453–472.
- "Le comptoir de Tana comme centre des rapports économiques de Byzance avec la Horde d'Or aux XIIIe-XVe siècles", in Byzantinische Forschungen 25 (1999), S. 181–188.
- "Venezia e Genova: rivalità e collaborazione a Trebisonda e Tana, secoli XIII-XV", in: Puncuh, Dino; Ortalli, Gherardo (Hg.): Genova, Venezia, il Levante nei secoli XII-XIV. Atti del convegno internazionale di studi Genova - Venezia, 10-14 marzo 2000. Venedig 2001 (Atti della Società ligure di storia patria n.s., 41=115/1), S. 257–272.
- "I Genovesi nel Mar Nero: alti magistrati di Caffa fronte alle accuse", in: Comuni e memoria storica : alle origini del comune di Genova ; atti del Convegno di studi, Genova, 24 - 26 settembre 2001. Genova 2002 (Atti della Società ligure di storia patria n.s., XLII, 1), S. 583–593.